# Gustaf Kjellvander
Jan Gustaf Lennart Kjellvander (25 de abril de 1980 – 18 de junio de 2011) fue un cantante y compositor sueco. Antes de comenzar con el conjunto sueco The Fine Arts Showcase, tuvo dos bandas, Sideshow Bob y Songs of Soil (con el que coincidió con su hermano mayor Christian y su futuro compañero en The Fine Arts Showcase el guitarrista e instrumentalista Dan Englund).
Gustaf nació en Suecia aunque creció a las afueras de Seattle. Después de diez años en Estados Unidos, él junto a su familia a Suecia donde Gustaf comenzaría a escribir música. Comenzó a grabar con un grupo de culto Sideshow Bob (1996–1998) ante de entrar en el grupo Songs of Soil (2000–2001) para acabar en The Fine Arts Showcase en 2003. Kjellvander hizo apariciones en grabaciones para The Radio Dept., David & the Citizens y Ossler. Gustaf estuvo entre 2005 y 2008 residió en el este de Londres antes de regresar a Malmö, Suecia, donde vivió hasta su muerte. A los 31 años, murió mientras dormía.

## Álbumes
- Invasive Confusion (1998)
- The Painted Trees of Ghostwood (2001)
- Gustaf Kjellvander Proudly Presents The Fine Arts Showcase and the Electric Pavilion (2004) (con The Fine Arts Showcase)
- Radiola (2006) (con The Fine Arts Showcase)
- The Fine Arts Showcase Sings the Rough Bunnies (2007) (con The Fine Arts Showcase)
- Friday on my Knees (2008)
- Dolophine Smile (2009) con The Fine Arts Showcase)